# Luciano Rossignoli
Luciano Rossignoli, né le 18 juin 1951 à Isola della Scala (Vénétie) et mort le 7 septembre 2014 à Padoue (Vénétie), est un coureur cycliste italien, professionnel de 1974 à 1979,. Son frère Francesco Rossignoli (1963) a également été coureur professionnel. 

## Palmarès
- 1971
  - Grand Prix de Roncolevà
  - 3e de Vicence-Bionde
- 1973
  - 6e étape du Baby Giro
  - Trofeo Comune di Piadena
  - 2e de Milan-Rapallo
- 1978
  - 3e du championnat d'Italie de demi-fond

## Résultats sur les grands tours

### Tour d'Italie
4 participations
- 1974 : 82e
- 1976 : 54e
- 1978 : 72e
- 1979 : 61e